# 田中日淳
田中日淳（たなか にちじゅん、 1914年（大正3年）3月17日 - 2010年（平成22年）7月18日）は、日蓮宗の僧。第48代日蓮宗管長・大本山池上本門寺第81世貫首。立正大学仏教学部卒業。北海道出身。

## 生涯
北海道爾志郡乙部町出身。母親の願いにより乙部町本昭寺の久遠院日啓（浅野本淳）に就いて出家。1929年（昭和4年）に15歳で上京、大本山池上本門寺塔頭の照栄院に寄在しつつ立正大学仏教学部を卒業した。またその際に、久遠院日啓の願いにより照栄院住職であった観是院日教（石川日教、後の池上本門寺第77世貫首）の弟子となった。
第二次世界大戦中の1940年（昭和15年）に応召され、仙台市の予備士官学校を卒業後、見習士官になり航空兵に転科。訓練の後にシンガポールにあった第三航空隊軍司令部勤務となった。終戦後はチャンギ刑務所の教誨師となる。
1947年（昭和22年）9月に復員し、同年11月に照栄院の住職に就任した。その後、立正学園女子高等学校教諭を経て、1953年（昭和28年）から池上本門寺に勤務し、1988年（昭和63年4月）に池上本門寺第81世貫首、1995年（平成7年）12月には第48代日蓮宗管長に就任。
またこれまでに、日蓮宗宗務顧問・日蓮宗綜合財団理事・立正大学学園総裁・チャンギー慰霊会会長・日韓仏教交流協議会会長などを歴任し、特別大法功章を受章した後、大僧正を叙任。
2010年（平成22年）7月18日、死去。享年97。

## 著書
- 『法華経を生きる』（2000年4月1日、春秋社）
- 『法華経講話・上下』（2000年、水書房）
- 『BC級戦犯60年目の遺書』（2007年8月17日、田原総一朗監修共著、アスコム）